# Завод азотної хімії у Марса-Брезі
Завод азотної хімії у Марса-Брезі – виробничий майданчик на півночі Лівії. 
В 1978-му на майданчику заводу ввели в дію установку з виробництва аміаку річною потужністю 272 тисячі тонн, при цьому наразі її проектна потужність рахується як 1200 тонн на добу. В 1982-му запустили другу установку аміаку, що має добову потужність у 1000 тонн. Перісно весь аміак експортували, допоки в 1981 та 1983 роках не ввели в дію дві лінії з виробнцитва сечовини (продукт реакції аміаку та діоксиду вуглецю) продуктивністю 1000 та 1750 тонн на рік відповідно.
Необхідний для виробництва аміаку природний газ надходить по газотранспортному коридору Нассер – Марса-Брега.
Логістику забезпечує порт Марса-Бреги, який має причали для перевалювання аміаку та сечовини.
В 2009-му завод передали під контроль спільного підприємства Libyan Norwegian Fertilizer Company (LIFECO), в якому 50% отримав норвезький хімічний концерн Yara, а ще по 25% мали лівійські дердавні National Oil Corporation (NOC) та Libyan Investment Authority (LIA). Інвестор мав провести відновлення обладнання, що дало б можливість випускати щорічно 900 тисяч тонн сечовини та 150 тисяч тонн товарного аміаку.
В 2011-му у Лівії почалась громадянська війна з наступним тривалим періодом політичної нестабільності, що призводило до перебоїв в роботі заводу, зокрема, через зупинку поставок природного газу.
В 2020-му Yara продала свою частку NOC.